# Resolució 1841 del Consell de Seguretat de les Nacions Unides
La Resolució 1841 del Consell de Seguretat de les Nacions Unides fou adoptada per unanimitat el 15 d'octubre de 2008. Prenent nota dels informes del Secretari General sobre la preocupant situació a la regió sudanesa del Darfur, el Consell ha decidit estendre el mandat del Panell d'Experts de quatre membres designat mitjançant la Resolució 1591 (2005) per vigilar l'embargament d'armes durant un any més fins al 15 d'octubre de 2009.
El Consell va demanar al panell que emeti tres informes a l'any i que coordinés les seves activitats amb l'Operació Híbrida de la Unió Africana i les Nacions Unides a Darfur (UNAMID), així com amb els esforços internacionals per aconseguir un acord polític en el conflicte, que ja havia provocat 200.000 morts i uns dos milions de desplaçats des de 2003, i que enfrontava rebels contra el govern del Sudan i les seves milícies aliades.